# Hiranyamayee Lama
Hiranyamayee Lama var en bhutanesisk politiker.
Hon blev 1979 den första kvinna som valdes till Bhutans parlament. 